# 汗血千里駒
『汗血千里駒』（かんけつせんりのこま）は、坂本龍馬を主人公にした坂崎紫瀾の伝記小説。1883年（明治16年）に当初は新聞小説として連載され、完結後に単行本として複数の出版社から刊行された。連載当時のタイトルは『天下無双人傑海南第一伝奇 汗血千里の駒』で、筆名は「鳴々道人」である。
紫瀾にとって「土佐勤王党三部作」と呼ばれる作品の2作目にあたり、「三部作」の中では唯一（紫瀾自身の手で）完結した作品でもある。
単行本化に際しては、編集担当者によって新聞連載時のエピソードが大きく割愛整理され、内容は同一ではない。

## 新聞連載版
高知の自由民権派の新聞『土陽新聞』 に1883年1月24日から9月27日まで64回のエピソードに分ける形で連載された。
紫瀾は『土陽新聞』の前身に当たる『高知新聞』（第2次、1880年7月5日創刊）で編集長を務め、同年9月19日から翌年9月2日まで、自身初の小説とされる『南の海血しほ（お）の曙』を、72回にわたって「南國野史」の筆名で連載した。土佐勤王党のメンバーを主役に幕末史を綴る内容だったが、私淑していた板垣退助の東北遊説に付き添うことになり、未刊のまま中絶した。この作品では坂本龍馬は連載途中の1エピソードに登場するのみで、この回の文中に「（龍馬を）後編の好材料となさんとす。因て此に其端緒を叙し暗に他日の伏線たらしむ」と紫瀾は記し、別途大きく取り上げる意図があることを示していた。
紫瀾は1881年12月に高知に戻ったのち、1882年1月に「民権講釈師」の活動を開始したが、その2日目の講釈で枕に話した内容を不敬罪に問われた。本作連載開始当時は公判中で、大審院での上告棄却により3月に刑が「重禁錮3か月と罰金20円、監視6か月」と確定し、3月31日から6月29日までを獄中で過ごした。これに伴い、掲載は3月30日の第53回から7月10日の54回まで中断している。
物語は井口村刃傷事件から始まり（龍馬の登場は第4回から）、その後に改めて龍馬の生い立ちからその活動を追う。近江屋事件で龍馬が暗殺された後、徳川慶喜による大政奉還と長岡謙吉による讃岐国平定を描き、最終回（の最後）は長岡の死と関係者のその後、そして龍馬の縁者である坂本南海男が立志社で自由民権運動の遊説にあたる姿を「叔父龍馬其人の典型を遺伝したるあるを徴すべく、或は之を路易（るいす）第三世奈波侖（なぽれおん）に比すと云ふ」と描いて締めくくっている。
新聞連載時の本作では、龍馬が登場しない回が掲載68回中26回もある。特に後半（四境戦争以後）は、長岡謙吉や中岡慎太郎を取り上げて描く回が複数ある。また「龍馬なし」の回での言及は少ないものの近藤長次郎も複数の回で登場している。このほか、龍馬の没後も明治維新に関わり、連載当時は自由党の幹部だった板垣退助や後藤象二郎も登場する。これは本作が『南の海血しほの曙』に続いて「土佐勤王党の群像劇」を描く構想の一環であったことに由来する。加えて、紫瀾は『南の海血しほの曙』の段階から、土佐勤王党の活動を「下士（郷士）による封建制度への抵抗」とみなし、藩閥政府に対抗する自由民権運動をその再現とする視点を明言していた。本作での板垣・後藤の登場は、彼らが土佐勤王党の継承者であることをアピールする狙いがあった。知野文哉は、連載当時板垣・後藤が伊藤博文や井上馨の差し金で欧州視察に出かけたことで自由党内が紛糾・分裂状態に陥ったことがさらにその背景にあると推測した。知野は、紫瀾が窮地に立った板垣・後藤に運動指導者としての「正嫡性」を与えて「批判から救済」することを意図していたと論じている。
紫瀾が執筆に際して利用した情報源に関しては、木戸孝允から龍馬に宛てた書簡を坂本南海男から見せられたという内容が文中にあり、坂本南海男は情報源の一つと考えられている（ただし、坂本南海男の生い立ちから、その多くが伝聞であったと推測されている）。また薩長盟約に関する記述には、1872年に刊行された椒山野史の『近世史略』に言及した箇所があり、参照していたとみられる。

## 単行本版
本作の単行本化は、連載中の1883年5月に早くも最初の15回分が駸々堂本店から刊行された。さらに6月には第27回まで「古村善吉」という人物の名義で出版されている。
本格的な単行本は、雑賀柳香（彩霞園柳香）の補綴と編集により、7月から前・後・続の3分冊で摂陽堂から刊行され（続編の刊行は10月）、1885年に春陽堂から1冊にまとめた形で再刊された。この雑賀による単行本化ではタイトルが『汗血千里駒』となったほか、雑賀は龍馬以外の人物に関するエピソードの多くをカットし、龍馬個人の伝記に絞る形に再編した。この改変について、本作の企画展「『汗血千里の駒の世界』展」（高知市立自由民権記念館、2010年）の図録では「物語の本筋を外れた部分は削除され、文章もかなり書き換えられている。全体に整理され、読みやすくなっていることは間違いない」と肯定的な評価を下しているが、紫瀾が意図した板垣・後藤が武市半平太や龍馬の遺志を継承したという部分は失われることになったと知野文哉は述べている。
龍馬暗殺の首謀者は新選組の近藤勇と土方歳三とされている。

## 作中の龍馬像
本作は「無名だった龍馬を再発見し、現代に至る龍馬像の原型を形作った」とされる。しかし、のちの龍馬の伝記に見られる「殺すために訪問した勝海舟の弟子になった」「薩長盟約交渉の際に、盟約を渋る西郷隆盛を龍馬が一喝して合意が実現した」「大政奉還の建言書として船中八策を構想した」といったエピソードは見られない。これは執筆当時それらのエピソードが世に出ていなかったためだとされている。薩長盟約に関しては、高杉晋作の功山寺挙兵を知った龍馬が薩摩藩を説得して（薩摩の拘束した）長州藩捕虜を送還させる話と、長州に赴いて高杉を説得した話が龍馬の活動とされる。大政奉還の建白は後藤象二郎の立案であるとして龍馬の関与は描かず、一方で慶応3年10月の二条城会議に龍馬が出席して慶喜に大政奉還を進言・説得するという（史実にない）記載がなされている。
また、寺田屋遭難事件後に龍馬が妻のお龍と薩摩国で旅行する話を「ホネー、ムーン」（ハネムーン）と表現したことが知られ、「龍馬が日本で最初の新婚旅行をおこなった」とする説の最初とされる。
この旅行での霧島山（高千穂峰）登山を本作では「お龍と書生だけで上った」と記しており、山頂の逆鉾を抜くのもお龍である（下山後に龍馬に叱られる下りがある）。これらの背景には、紫瀾が女権拡張論者であった点が指摘されており、自由婚姻論者であった紫瀾（実際にそうした論説を執筆している）が、その主張に沿って、自由恋愛で結婚して西欧流の新婚旅行をし、迷信にとらわれずに振る舞うというお龍の描写につながったとされる。

## 書誌情報
- 坂崎鳴々道人 (斌)『天下無双人傑海南第一伝奇　汗血千里駒 初編』宇田川文海 校、駸々堂、1883年5月。NDLJP:880809。
- 坂崎鳴々道人 (斌)『天下無双人傑海南第一伝奇　汗血千里駒 前編』吉村善吉、1883年6月16日。NDLJP:880810。
- 坂崎鳴々道人 (斌)『汗血千里駒 第1編』雑賀柳香 (豊太郎) 補、摂陽堂、1883年7月26日。NDLJP:880800。
- 坂崎鳴々道人 (斌)『汗血千里駒 第2編』雑賀柳香 (豊太郎) 補、摂陽堂、1883年7月。NDLJP:880801。
- 坂崎鳴々道人 (斌)『汗血千里駒 第3編』雑賀柳香 (豊太郎) 補、摂陽堂、1883年10月8日。NDLJP:880802。
- 坂崎鳴々道人 (斌)『汗血千里駒』雑賀柳香 (豊太郎) 補、春陽堂、1885年11月16日。NDLJP:880806。
- 坂崎鳴々道人 (斌)『汗血千里駒 第1編』雑賀柳香 (豊太郎) 補、春陽堂、1885年11月。NDLJP:880803。
- 坂崎鳴々道人 (斌)『汗血千里駒 第2編』雑賀柳香 (豊太郎) 補、春陽堂、1885年11月16日。NDLJP:880804。
- 坂崎鳴々道人 (斌)『汗血千里駒 第3編』雑賀柳香 (豊太郎) 補、春陽堂、1885年11月16日。NDLJP:880805。
- 坂崎鳴々道人 (斌)『天下無双の豪傑坂本竜馬君之伝　汗血千里之駒』雑賀柳香 (豊太郎) 補、偉業館、1887年12月。NDLJP:880807。
- 坂崎鳴々道人 (斌)『天下無双の豪傑坂本竜馬君之伝　汗血千里之駒』雑賀柳香 (豊太郎) 補、桜井堂、1890年4月18日。NDLJP:880808。

### 現行版
- 柳田泉 編 編『明治政治小説集 1』筑摩書房〈明治文学全集 5〉、1966年。ISBN 978-4-480-10305-5。 - 坂崎紫瀾 篇『天下無双人傑海南第一伝奇　汗血千里駒』を収録。注釈なし。
- 坂崎紫瀾『汗血千里駒』雑賀柳香 補綴、土佐史談会〈土佐史談復刻叢書 3〉、1977年7月。 - 春陽堂明治18年刊の復刻。
- 『政治小説集 1』山田俊治・林原純生 校注、岩波書店〈新日本古典文学大系 明治編 16〉、2003年11月。ISBN 978-4-00-240216-1。 - 『汗血千里の駒』を新聞連載時のまま収録。
- 坂崎紫瀾『汗血千里の駒　坂本龍馬君之伝』林原純生 校注、岩波書店〈岩波文庫 緑187-1〉、2010年11月。ISBN 978-4-00-311871-9。 - 挿絵全66点と注・人名一覧を所収。

### 現代語訳
- 坂崎紫瀾 原作『真龍馬伝　現代語訳汗血千里駒』金谷俊一郎 歴訳、芸文社、2010年3月。ISBN 978-4-86396-037-4。
- 坂崎紫瀾『坂本龍馬伝　明治のベストセラー「汗血千里の駒」』中村茂生・磯田和秀 訳、東邦出版、2010年4月。ISBN 978-4-8094-0859-5。